# Prix Lumière/Prix du public mondial
Der Prix du public mondial wurde von 2006 bis 2011 als Sonderpreis im Rahmen des französischen Filmpreises Prix Lumières verliehen. Im Gegensatz zu den anderen Auszeichnungen der Veranstaltung wurde er vom Fernsehsender TV5 Monde und nicht von der französischen Auslandspresse vergeben. Empfänger waren französische oder französischsprachige Filme des vergangenen Kinojahres.
| Jahr | Preisträger                         | Deutscher Titel   | Regie                                   |
| 2006 | Va, vis et deviens                  | Geh und lebe      | Radu Mihăileanu                         |
| 2007 | Ne le dis à personne                | Kein Sterbenswort | Guillaume Canet                         |
| 2008 | La môme                             | La vie en rose    | Olivier Dahan                           |
| 2009 | Entre les murs                      | Die Klasse        | Laurent Cantet                          |
| 2010 | Où est la main de l’homme sans tête | nicht bekannt     | Guillaume Malandrin, Stéphane Malandrin |
| 2011 | Illégal                             | Illegal           | Olivier Masset-Depasse                  |